# Yacimiento de Bernissart
El yacimiento de Bernissart (Bernissart, Provincia de Henao, Bélgica) es conocido principalmente por haber proporcionado 28 esqueletos fósiles completos de Iguanodon, uno de los dinosaurios mejor conocidos gracias a este yacimiento. También se han recuperado restos de un dinosaurio carnívoro, dos especies de cocodrilo, dos tortugas, quince de peces (con más de 3000 ejemplares), artrópodos y restos vegetales. El yacimiento se formó en el Cretácico temprano, hace entre 130 y 112 millones de años atrás (Barremiense medio - Aptiense temprano).
La génesis y estructura del yacimiento es muy peculiar, pues se formó en una zona pantanosa bajo la que había una dolina que engullía los sedimentos que allí se iban depositando gradualmente. Así se formó la acumulación de arcillas en una «chimenea» cárstica de 150 a 200 metros de diámetro. El sumidero continúa centenares de metros en profundidad, relleno por derrubios de rocas carboníferas.
Los primeros fósiles aparecieron por casualidad en 1878 en el interior de una mina de carbón, durante la excavación de una galería a 322 m de profundidad. Se encontraban en el relleno arcilloso cretácico de una chimenea cárstica vertical que atravesaba las calizas con carbón paleozoicas que estaban explotando. Los mineros denominaron posteriormente «bolsada de los iguanodontes» («cran» aux iguanodons) a esta formación de arcillas con fósiles. Las excavaciones paleontológicas se realizaron durante tres años, hasta 1881; posteriormente, en 1921, la mina se inundó y cerró definitivamente.
Durante las ocupaciones de Bélgica por los alemanes en las dos guerras mundiales se intentó la extracción de nuevos fósiles para los museos germanos, pero dificultades técnicas favorecidas por la resistencia belga lo impidieron en ambos casos.

## Geología

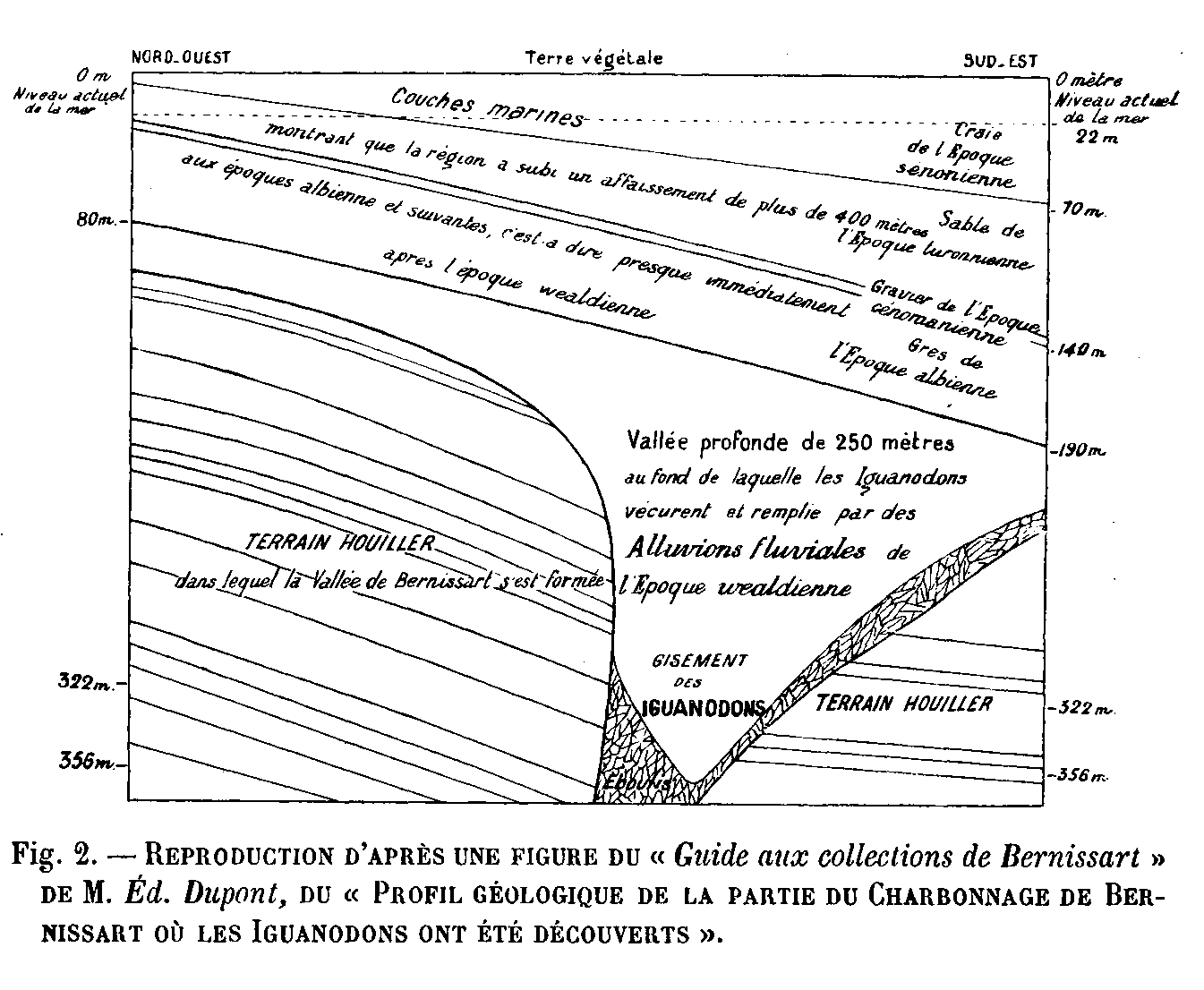
Sección geológica del yacimiento realizada en 1898.

El yacimiento de Bernissart se ubica en los sedimentos que inician el relleno de la cuenca mesozoico-cenozoica de Mons, en su borde norte. La cuenca tiene una forma alargada de dirección E-O y el sustrato Paleozoico lo forman calizas con capas de carbón y lutitas del Carbonífero, pertenecientes a la cuenca hullera de Henao.

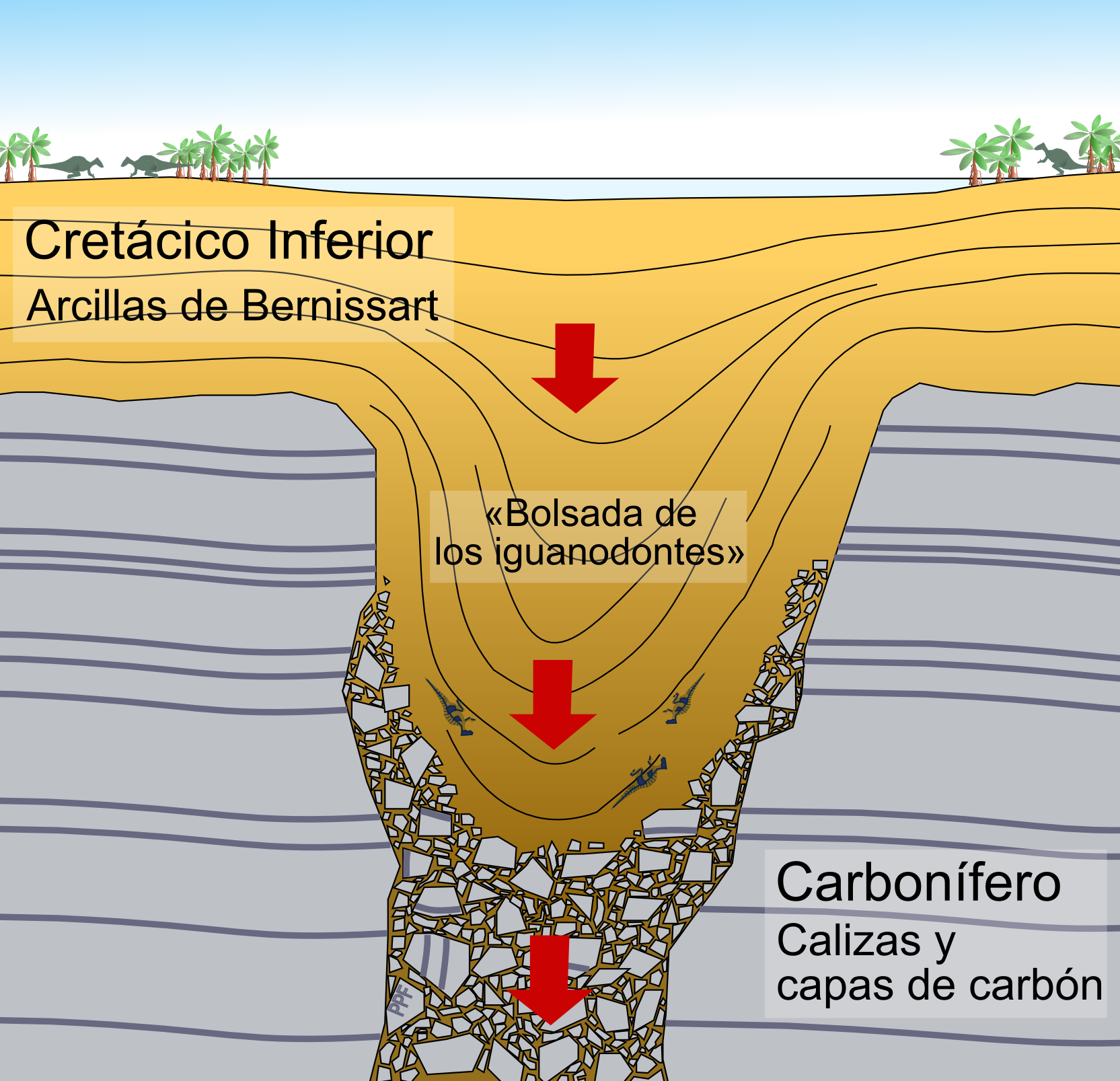
Sección esquemática mostrando la formación del yacimiento de Bernissart durante el Cretácico temprano (fauna, flora y fósiles no están a escala). Basado en Bultynck, 1989 y Departamento de Ingeniería de Minas de Mons.

Sobre la superficie carstificada de calizas carboníferas, y con un hiato de más de 200 millones de años, comenzaron a depositarse entre el Barremiense medio o el Aptiense temprano, las «arcillas de Bernissart», negras, muy ricas en materia orgánica, en ambientes continentales lacustres y palustres con aguas pobres en oxígeno. En la región, además de las arcillas de Bernissart, que no afloran hoy en superficie, existen varios afloramientos discontinuos de sedimentos detríticos en facies de tipo Weald («wealdienses»), como la Formación Arcilla de Baudour (Saint-Ghislain), o las arenas y gravas de Thieu (Le Rœulx).
Por otro lado, y simultáneamente, las calizas del sustrato paleozoico sufrieron procesos de carstificación, disolviéndose en algunos niveles profundos calizas, sales y anhidritas. En algunos lugares, debido a estos procesos de disolución, se formaron «chimeneas» —tubos verticales de 100 a 300 metros de diámetro y varios centenares de metros de altura—, desarrolladas de abajo a arriba, provocando el progresivo hundimiento de las capas superiores en su avance hacia la superficie. Las que llegaron a abrirse al exterior formaron dolinas y actuaron como trampas de sedimentos. En la cuenca hullera de Henao se han contabilizado más de 100 de estos sumideros, que en la terminología minera de la zona se denominan crans (bolsadas), rellenos con materiales no más recientes al Cretácico.
El sumidero cárstico de Bernissart modeló una zona algo más deprimida en la superficie, que condicionó que se concentraran las aguas como zona pantanosa. El hundimiento progresivo iba «engullendo» lentamente lo que allí se depositaba, condicionando la acumulación de nuevos sedimentos. La plasticidad de las arcillas permitió que se fueran amoldando paulatinamente a la forma de la chimenea cárstica por la presión de los siguientes aportes, preservando asimismo los huesos fósiles que portaban, conformando así el peculiar relleno de la «bolsada con los iguanodontes». La chimenea de Bernissart es de sección elíptica, con diámetros entre 200 y 150 metros y bajo el relleno de las arcillas de Bernissart está ocupada por brechas de materiales carboníferos colapsados. 
Tras la sedimentación de las «arcillas wealdienses» se manifiesta en la cuenca una transgresión marina durante el Albiense, con calizas bioclásticas con glauconita, arenas y margas. No hay indicios de que se continúen, a partir de esta nueva situación, los procesos cársticos subterráneos que dieron lugar a las trampas de sedimentos, que quedaron selladas definitivamente. La sedimentación marina continuará rellenando la cuenca durante todo el Cretácico tardío hasta el final del Paleoceno, cuando la cuenca deja de estar activa.
En la actualidad (Holoceno), se están desarrollando nuevamente dolinas sobre las calizas carboníferas en la región, en condiciones superficiales muy diferentes a las del Cretácico, pero que responden a procesos cársticos en profundidad similares a los de entonces.

### Origen hidrotermal de la carstificación profunda
Según Quinif (2009) la carstificación causante de las profundas chimeneas, que afectan a las calizas carboníferas de la región, es también responsable de una intensa carstificación a nivel regional que provocó la subsidencia general del sustrato carbonífero durante el Cretácico temprano. Atribuye la intensa disolución en niveles profundos del Pensilvánico a la actividad hidrotermal, con aguas freáticas muy calientes, químicamente agresivas, que actuarían por lo menos desde el Cretácico temprano, en una situación de tectónica distensiva, hasta el Turoniense (inicios del Cretácico tardío), cuando se produce la fuerte transgresión marina.

## Paleontología

### Sistemática
Relación de taxones identificados en el yacimiento:

#### Protozoos
- Entamoebites antiquus, cistos encontrados en coprolitos de dinosaurio carnívoro.[9]

#### Vegetación

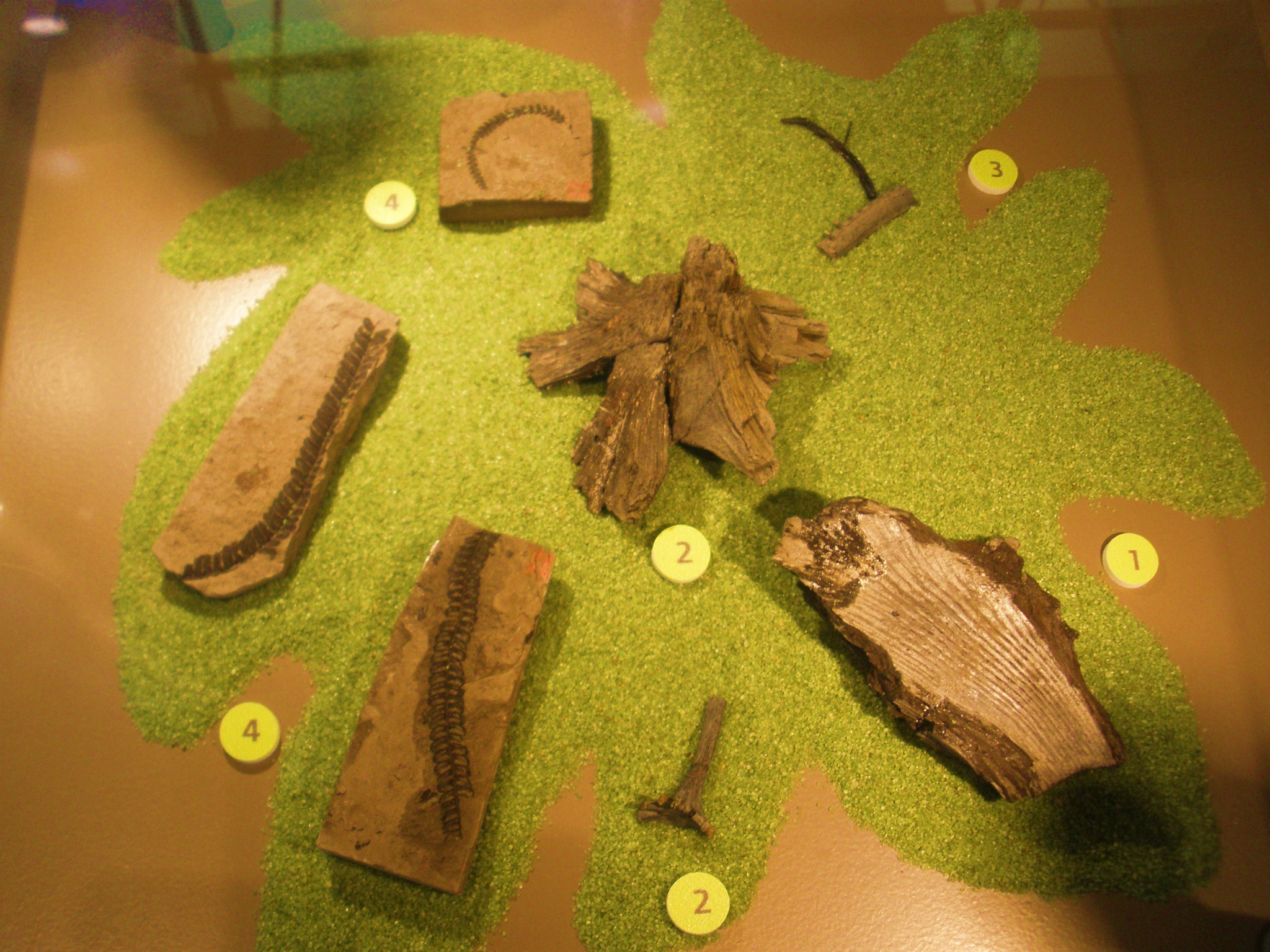
Fósiles de diferentes partes anatómicas de Weichselia reticulata.

- Weichselia reticulata, un helecho común en el Cretácico, de varios metros de altura con raíces aéreas. Restos fragmentarios muy abundantes.
- Coníferas, restos muy escasos: madera, conos, gotas de ámbar.

No se han encontrado restos de plantas caducifolias.

#### Trematodos y nematodos
- Digenites proterus, fósiles de huevos de trematodos encontrados en coprolitos de dinosaurio carnívoro.[9]
- Ascarites priscus y A. gerus, fósiles de huevos de nematodos encontrados en coprolitos de dinosaurio carnívoro.[9]

#### Artrópodos
Se han recuperado dos restos de insectos: una larva y un fragmento del ala de un hemíptero (Hylaenoneura lignei).

#### Peces

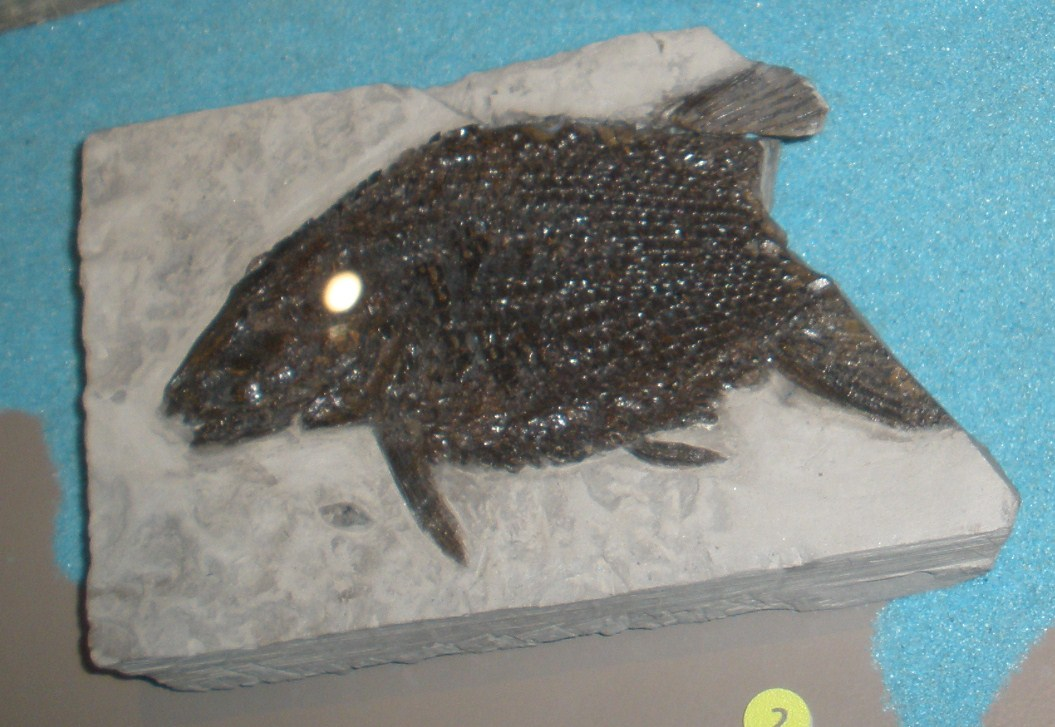
Lepidotes bernissartensis

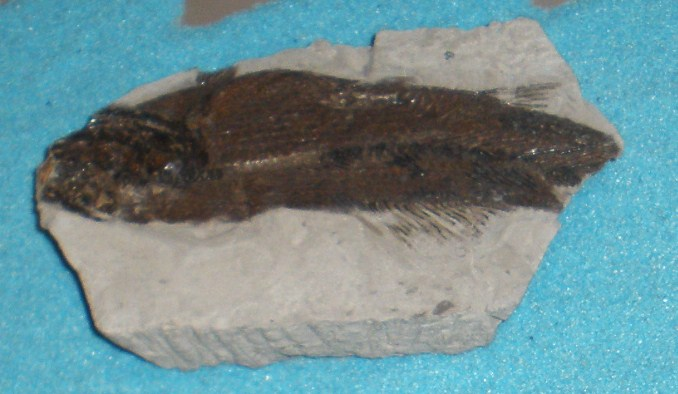
Amiopsis dolloi

Los peces son el grupo mejor representado y más diversificado del yacimiento, con más de 3000 restos pertenecientes a quince especies, catorce de las cuales se describieron por primera vez en este yacimiento.
- Osteíctios:
  - Orden Palaeonisciformes: Coccolepis macropterus
  - Orden Pycnodontiformes: Lepidotes bernissartensis, L. brevifulcratus, L. arcuatus, Turbomesodon bernissartensis.
  - Orden Amiiformes: Callopterus insignis, Amiopsis dolloi, A. lata, Notagogus parvus.
  - Orden Pholidophoriformes: Pholidophorus obesus, Pleuropholis sp.
  - Orden Gonorhynchiformes: Aethalionopsis robustus.
  - Orden Salmoniformes: Pattersonella formosa, Nybelinoides brevis.
- Teleósteos:
  - Orden Elopiformes: Arratiaelops vectensis.

#### Anfibios
Una primitiva salamandra, Hylaeobatrachus croyii: un ejemplar de ocho centímetros de longitud bien preservado, con el esqueleto completo y una clara impresión de las branquias.

#### Reptiles

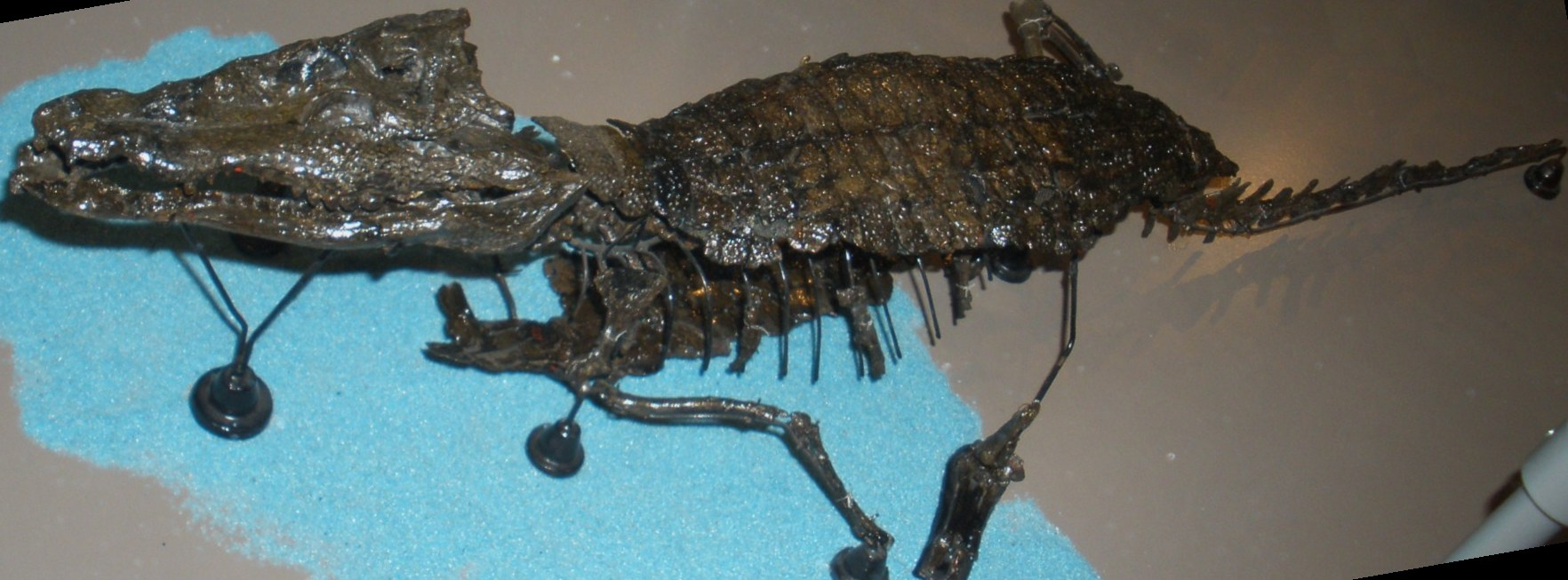
Bernissartia fagesi

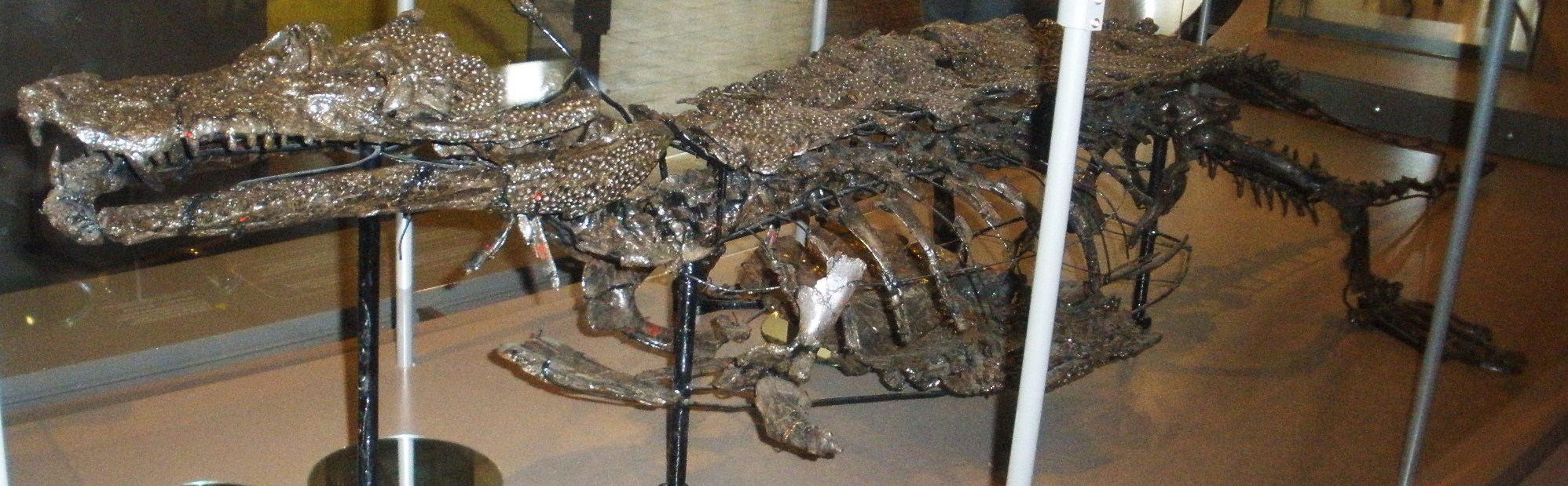
Goniopholis simus

- Tortugas: Chitracephalus dumonii, Peltochelys duchasteli.
- Cocodrilos: Goniopholis simus, Bernissartia fagesii.
- Ornitópodos: Iguanodon bernissartensis, Dollodon seelyi.[10]
- Terópodos: Theropoda indet. (¿Altispinax dunkeri?), representado en el yacimiento por una única falange y decenas de coprolitos.

### Paleoecología
Los escasos restos de madera muestran claros anillos de crecimiento, lo que indica una alternancia de estaciones secas y húmedas.
La presencia de peces del orden Amiiformes puede indicar la presencia de aguas estancadas, pobres en oxígeno, del tipo que se pueden encontrar hoy en los manglares y pantanos de los Everglades de Florida.
Las tortugas encontradas pertenecen a grupos cuyos representantes actuales solo viven en medios dulceacuícolas. 
En otras formaciones «wealdenses» de la región se han identificado restos de cupresáceas, araucariáceas y taxodiáceas, proporcionando una visión más amplia de la diversidad paleoambiental regional de la época.
En los coprolitos de dinosaurio carnívoro se han detectado cistos de protozoos y huevos de helmintos, el registro más antiguo de parasitismo por protozoos y helmintos en vertebrados terrestres.

### Biocronología
El yacimiento ha sido datado biocronológicamente por polen fósil entre el Barremiense medio y el inicio del Aptiense (Cretácico Inferior), es decir entre 130 y 112 millones de años atrás.

## Historia

### Descubrimiento
Los primeros fósiles se encontraron casualmente en el pozo Santa Bárbara de la mina de carbón de Bernissart, a 322 metros de profundidad. A finales de marzo de 1878 se estaba perforando una galería horizontal para atravesar una bolsada arcillosa que cortaba verticalmente una de las capas de carbón y poder proseguir la explotación al otro lado. Uno de los mineros, Jules Créteur, se encontró en la arcilla con lo que pensó eran troncos rellenos de oro (realmente huesos fósiles impregnados de pirita). El director de la mina, G. Fagès, los interpretó correctamente como restos óseos con pirita, confirmándolo un médico local al que se los enseñó un capataz en un café de la villa. En los días siguientes siguieron apareciendo osamentas, por lo que se avisó a un reconocido ingeniero de minas, L. F. Cornet, que bajó al pozo el 8 de abril. Cornet mostró algunos fragmentos de fósiles al zoólogo de la Universidad de Lovaina P. J. van Beneden, quien identificó las piezas dentarias como pertenecientes a Iguanodon (fue van Beneden quien posteriormente, el 7 de mayo, dio la primera noticia pública de los hallazgos en una conferencia de la Real Academia de Ciencias).
Los fósiles encontrados empezaron a deshacerse rápidamente al sacarlos al exterior, debido a lo que entonces se llamaba «enfermedad de la pirita», así que el 12 de abril, Fagès, comunicó los hallazgos a la Administración de Minas y el mismo día se envió un telegrama al Museo de Bruselas pidiendo ayuda urgente:

«Descubiertas importantes osamentas en mina de carbón Bernissart se descomponen por pirita enviar Depauw mañana para llegar estación Mons ocho horas [de la] mañana es urgente»
Gustave Arnaut, ingeniero principal. Mons 12 de abril de 1878

### Excavaciones

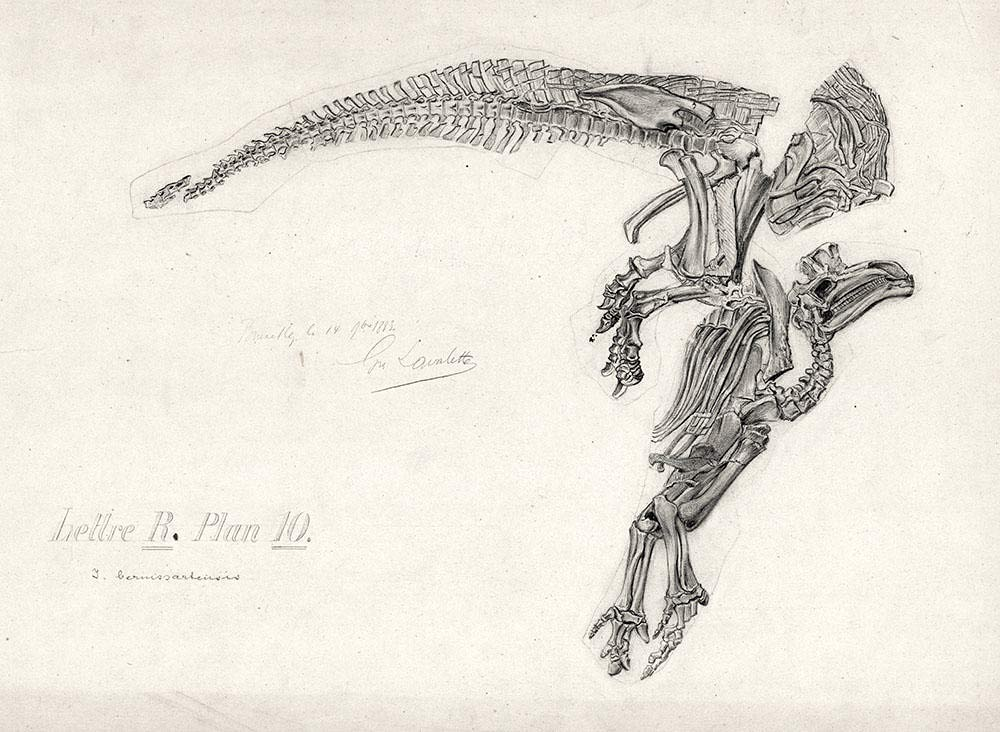
Uno de los esqueletos completos de Iguanodon bernissartensis (el n.º. 28) en la posición en que se encontró (dibujo de Lavalette de 1883).

Louis de Pauw, conservador del Museo de Bruselas, llegó a Bernissart el 13 de abril. Conocedor de las técnicas de preservación de los restos, propuso encargarse de las excavaciones y la conservación de los hallazgos, a condición de que el material encontrado se cediese al museo de Bruselas. El consejo de administración de la empresa explotadora, Charbonnage de Bernissart, autorizó los trabajos y el estado Belga asignó recursos extraordinarios para desarrollarlos. De Pauw contó con dos laborantes del museo y ocho mineros.
Los primeros trabajos tuvieron lugar de mayo a octubre de 1878, extrayéndose cinco esqueletos de iguanodonte. En el mes de agosto un terremoto causó un corrimiento de tierras que tuvo encerrado al equipo de trabajo en la mina durante un par de angustiosas horas. Los trabajos se tuvieron que interrumpir en octubre por la inundación de la galería, consecuencia de los movimientos de tierras. Tras instalarse bombas de achique, se reiniciaron en agosto de 1879 en el mismo lugar, recuperando otros catorce esqueletos de Iguanodon, dos de cocodrilo y otros dos de tortuga.
En el mismo nivel, a 322 metros de profundidad, en la galería que se estaba perforando para atravesar la boslada de arcillas, se encontraron ocho esqueletos del Iguanodon y uno de cocodrilo, todos en los últimos veinte metros antes del límite con las calizas carboníferas.  
En 1881 se había perforado una nueva galería a 356 metros de profundidad que también atravesaba la «bolsada de los iguanodontes»; el relleno ahora, a esta profundidad, era de solo ocho metros de diámetro. Se recuperaron aquí otros tres esqueletos de iguanodonte.
La saturación de los almacenes y depósitos habilitados al efecto por el Museo obligaron a paralizar los trabajos en 1881, se habían enviado 130 toneladas de bloques con huesos extraídos de la mina. Debían además procesar el material extraído y las subvenciones oficiales ya habían alcanzado los 70 000 francos belgas de la época. Fue el final definitivo de las excavaciones. La mina, inundada, fue cerrada en 1921.

### Intentos de reapertura
Durante la Primera Guerra Mundial, cuando Bélgica fue ocupada por los alemanes, se hicieron preparativos por iniciativa del paleontólogo Otto Jaekel, de la Universidad de Greifswald, para reabrir la mina para la obtención de esqueletos de iguanodonte, en los que varios museos alemanes estaban muy interesados. Para ello se comenzó a perforar una nueva galería a una profundidad intermedia entre las dos ya exploradas. Los trabajos fueron muy lentos, parece que favorecido por una cierta mala disposición de los belgas. Los responsables de la ocupación no quisieron forzar a los mineros de Bernissart como pretendía Jaekel, opuestos a la extracción de sus iguanodontes, pues les interesaba más la obtención del carbón belga sin disturbios con los mineros. En cualquier caso, la evacuación alemana, con el fin de la guerra, llegó antes de que se alcanzaran niveles fosilíferos.
Tras la guerra, se estudió la posibilidad de continuar los trabajos, pero el alto costo económico impidió su puesta en marcha.
Durante la Segunda Guerra Mundial un nuevo intento alemán de continuar la extracción de fósiles fue saboteado por la resistencia.
En la década de 1980 un proyecto privado, Recherche des Iguanodons, intentó conseguir fondos para reabrir la mina. Según sus cálculos podría haber aún hasta 25 000 esqueletos de Iguanodon.

### Prospecciones recientes
Con el fin de determinar con detalle la geología del yacimiento y evaluar el posible contenido fósil que permanece in situ, en 2002 se realizaron tres sondeos en la «bolsada de los iguanodontes» con recuperación de testigo y aparatos de medida, que alcanzaron los 400 m de profundidad. En uno de los sondeos se extrajeron muestras de hueso y dientes de Iguanodon, a 296,5 y 309 m de profundidad, demostrando que el yacimiento no está agotado y aún puede contener abundantes fósiles.

## Preparación y conservación de los restos

### Tratamiento
La pirita (disulfuro de hierro) en los huesos se alteraba a sulfato de hierro dañando los restos, agrietándolos y desmenuzándolos. Los fósiles, cuando estaban aislados en la arcilla del yacimiento, se encontraban en un ambiente anóxico que evitaba el proceso, pero la reacción química natural comenzó cuando fueron expuestos al aire. Para detener esta «enfermedad de la pirita», los huesos procedentes del yacimiento fueron tratados con una gelatina elaborada con cola de carpintero y la pirita extraída manualmente. De una sola vértebra de Iguanodon se llegó a obtener un kilogramo de pirita. Con este método se estuvieron procesando los restos recuperados hasta 1905.
En 1933 se desmontaron todos los esqueletos de Iguanodon y fueron tratados de nuevo, pues los cambios de humedad y temperatura estaban volviendo a dañar los restos. Esta vez se preparó un baño en una solución de alcohol y goma laca. El montaje para su posterior exposición se realizó en dos grandes vitrinas de temperatura y humedad más estables. El proceso duró cuatro años.
El último tratamiento general se realizó en 2004, durante tres años se restauraron completamente todas las piezas. Se reforzaron con una solución de acetato de polivinilo sintético en acetona y alcohol y se sustituyeron las vitrinas de la exposición.

### Montaje

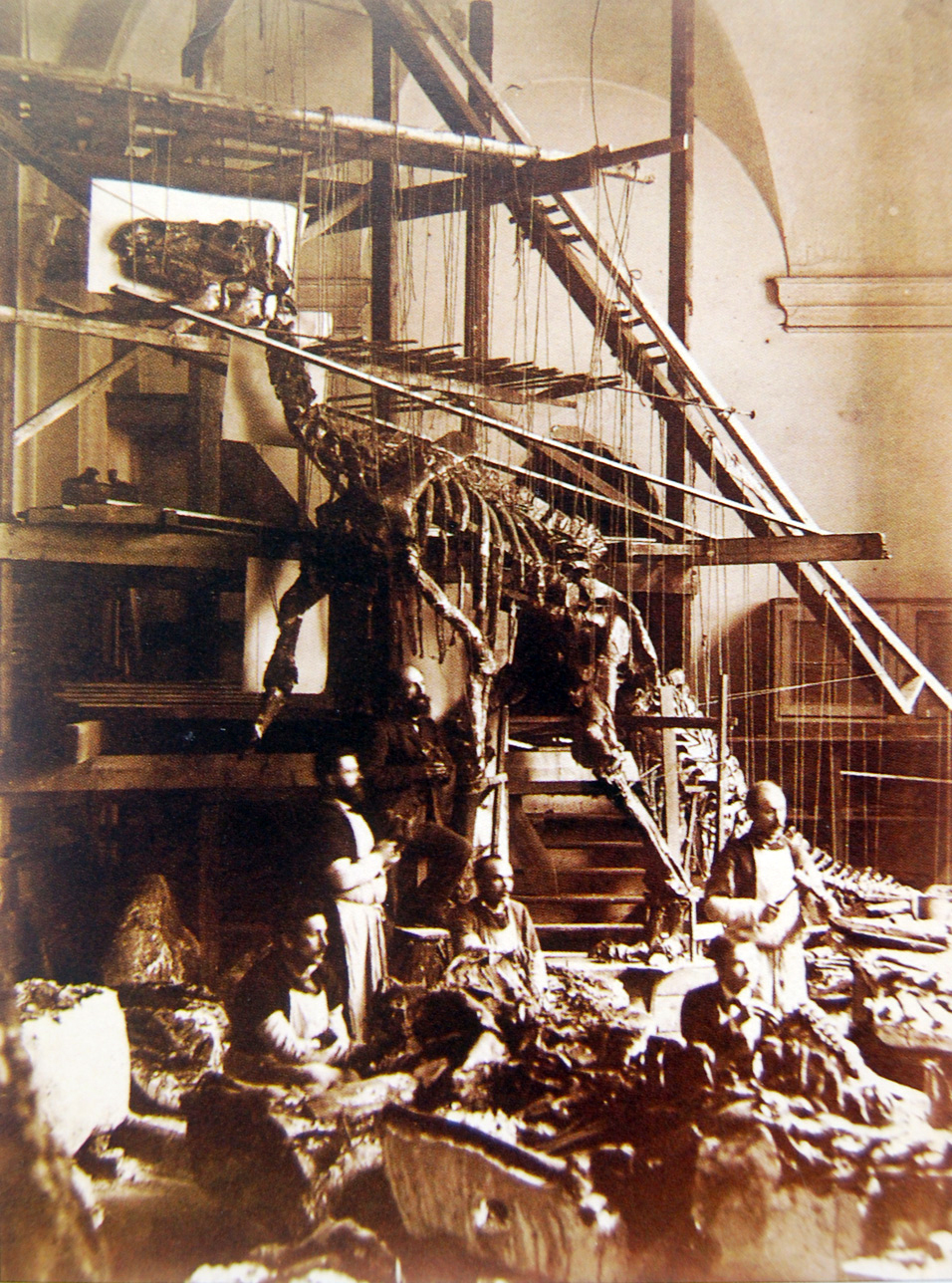
Taller de montaje del primer esqueleto de Iguanodon de Bernissart. De pie, bajo el dinosaurio y con la rodilla doblada: Louis de Pauw (fotografía de 1882).

El primer montaje de un Iguanodon de Bernissart —o lo que es lo mismo, el primer montaje de un dinosaurio completo de la historia—, se llevó a cabo en 1882 por Louis de Pauw bajo la dirección de Louis Dollo, en el taller que el Museo tenía en la capilla de San Jorge del Palacio Nassau de Bruselas. Para su representación en una postura natural se usaron como modelos los esqueletos de un canguro y de un avestruz. Un dibujo a escala natural de los huesos en su posición sirvió de guía mientras los huesos fósiles se colgaban de cuerdas pendientes de un andamio construido al efecto. Para el montaje definitivo se usó una estructura metálica, el mismo sistema usado en todos los montajes posteriores.

### Exhibición
El primer espécimen de Iguanodon bernissartensis montado fue expuesto en 1883 en el patio del Palacio Nassau, protegido por una vitrina. La siguiente ubicación, esta vez una vitrina con cinco ejemplares, fue en el exterior del Museo, tras el traslado a su emplazamiento actual, mucho más amplio, en el parque Leopoldo.
Desde 1902 la exhibición se realiza en una nueva sala del Museo construida expresamente para albergarla. Consta de ocho de los ejemplares de Iguanodon y el de Dollodon montados erguidos y otros diecinueve iguanodontes mostrados como fueron encontrados. Asimismo se exhiben los cocodrilos, tortugas, peces y restos vegetales. 
Otro de los ejemplares de Iguanodon originales está expuesto, montado erguido, en un pequeño museo ad oc en la ciudad de Benissart, cedido por el museo de Bruselas.
Se exhiben réplicas del iguanodonte de Bernissart en el Museo de Historia Natural de la Universidad de Oxford y en el Museo Sedgwick de Ciencias de la Tierra en Cambridge.